# Айлью
Айлью — громада у більшості андських народів доколумбової Південної Америки. Існувала ще в доінкський період. В часи імперії Тауантінсую айлью набувало поступального розвитку, об'єднуючи більшу частину населення держави.

## Характериктика
Члени айлью спочатку, в доінкські часи, були пов'язані один з одним кровною спорідненістю. Для айлью доінкської епохи була характерна суспільна власність на землю, яку спільно обробляли усі його члени. На всіх розподілявся отриманий врожай.
У громаді часів інків вже не було так важливо, чи є його члени родичами по крові або ні. Айлью (громада) як і раніше продовжувала залишатися основною одиницею суспільної структури. Водночас першорядну значимість набуває не споріднений, а територіальний принцип, тобтодо уваги приймалася приналежність до одного й того ж місця проживання, а не кровна спорідненість.
На чолі айлью стояв курака, що був сполучною початком між айлью і вищими ланками державної системи інків. До складу айлью входило кілька родин, на чолі кожної з них стояв пурех.
Простолюдини до кінця життя були прив'язані до айлью. Вони могли залишити громаду лише у випадку, якщо за наказом імперії виконували свої обов'язки в якому-небудь іншому місці на основі міти (трудова повинність), наприклад, служба в армії. Айлью належала визначена територія, що називалася «маркою».
У державі інків не надавали особливого значення тому, щоб всі члени айлью були пов'язані родинними зв'язками. В інтересах держави важливо було одне: членам громади слід було жити, тобто селитися, на одному місці. Всі айлью об'єднувалися у дві «половини», так звані «сайя», які складали провінцію імперії.